# Valderrubio
Valderrubio är en ort och kommun i provinsen Granada i den autonoma regionen Andalusien i södra Spanien. Orten ligger cirka 21 kilometer nordväst om Granada. Kommunen har 2 077 invånare (2024), på en yta av 5,53 km².